# 江尻南美
江尻 南美（えじり なみ、Nami Ejiri、1973年10月19日 - ）は、ドイツに活動拠点を置く日本のクラシック音楽のピアニスト。

## 略歴
東京都出身。1979年から桐朋学園の子供のための音楽教室に学ぶ。桐朋学園大学音楽学部を卒業し、同研究科を経て、フランクフルト音楽大学に留学。オーケストラとの共演に加え、室内楽奏者としても活動しており、ヴァイオリン奏者コー・ガブリエル・カメダ、チェロ奏者イサン・エンダースとともに、ピアノ三重奏団トリオ・フランクフルト (Trio Frankfurt) のメンバーである。ピアノを、小山泉、玉置善己、村上弦一郎、園田高弘、レフ・ナトチェニーの各氏等に師事。2005年以降、赤穂市とポルトガルやドイツにて、公開レッスンを担当。現在、フランクフルト音楽大学にて講師を務めている。

## 受賞歴
- 1988年 - 第42回全日本学生音楽コンクールピアノ部門中学生の部東京大会第1位[3]
- 1991年 - 第60回日本音楽コンクールピアノ部門第3位[4]
- 1992年 - 第5回日本国際音楽コンクールピアノ部門第4位[5]
- 1994年 - 第10回園田高弘賞ピアノコンクール園田高弘賞[6]
- 1995年 - 第13回ショパン国際ピアノコンクールDistinction (セミファイナル[7])
- 1996年 - 第5回ダルムシュタット・ショパン国際ピアノコンクール第2位[8]
- 1997年 - 第10回ベートーヴェン国際ピアノコンクール・ウィーン第5位[9] (セミファイナル[10])
- 1997年 - 第24回日本ショパン協会賞[11]
- 1999年 - 第8回エンニオ・ポリーノ国際ピアノコンクール第1位[12]
- 2001年 - 第19回アルフレード・カゼッラ国際ピアノコンクール第3位[13]
- 2001年 - 第1回ジュリアーノ・ペカー国際ピアノコンクール第2位[14]
- 2001年 - 第14回ヴィアナ・ダ・モッタ国際ピアノコンクール第2位[15]
- 2002年 - 第12回カントゥ市国際ピアノ協奏曲コンクール古典派部門第2位及び聴衆賞[16]

## 録音
- 『Mussorgsky: Pictures at Exibition』, 2002, Real Sound(ドイツ音楽雑誌「ピアノ・ニュース」誌上において、今月のベストCDへ選出[17])[18]
- 『色とりどりの小品集 - Bunte Blätter』, 2008, Accustika[19]
- 『Chopin』, 2009, organo phon[20]
- 『モーツァルト:交響曲第34,35,36,38,39,40,41番,ピアノ協奏曲第21番(朝比奈隆指揮倉敷音楽祭祝祭管弦楽団)』, 2010, 東武レコーディングズ[21]
- 『シューベルト後期ピアノ曲集』, 2014, GENUIN classics[22]
- 『NAMI プレイズ ディアベリ変奏曲』, 2016, GENUIN classics[23]